# Mausoleul din Parcul Carol

Mausoleul din Parcul Carol

Mausoleul din Parcul Carol I - Bucureşti. Scările monumentale. În plan îndepărtat se vede hemiciclul care străjuia mormintele

Aleea de acces spre Mausoleul din Parcul Carol I - Bucureşti

Mausoleul din Parcul Carol, denumit în timpul regimului comunist Monumentul eroilor luptei pentru libertatea poporului și a patriei, pentru socialism, este un monument amplasat în Parcul Carol I, sectorul 4 al municipiului București, pe Dealul Filaretului.
Monumentul este construit pe platoul care domină Parcul Libertății, în locul în care se afla Palatul Artelor, transformat mai târziu în Muzeul Militar și cascada din fața acestuia.

Mormântul Eroului Necunoscut - amplasat în faţa Mausoleului din Parcul Carol I - Bucureşti

## Istoric
În anul 1923, în fața Palatului Artelor (care găzduia Muzeul Militar) a fost amplasat Mormântul Ostașului Necunoscut, ce avea să devină locul național de pelerinaj și de reculegere în memoria celor 225.000 de români care s-au jertfit pentru întregirea Neamului. Monumentul, operă a sculptorului Emil Wilhelm Becker, a fost inaugurat la 17 mai 1923, în prezența familiei regale, a membrilor guvernului, a corpurilor legiuitoare și a unui numeros public. Tot în scop memorial, în holul de onoare circular al muzeului a fost așezat un grup statuar reprezentându-l pe Regele Ferdinand I al României sub auspiciile zeiței Nike (Victoria), iar pe pereți au fost gravate numele ofițerilor morți în război.
Deoarece palatul Muzeului Militar Național a fost grav afectat de un incendiu, în anul 1938, și de Cutremurul din 1940, acesta a fost demolat în anul 1943, pentru ca în locul său să se amenajeze un complex memorial - Cimitirul Eroilor Neamului - care urma să cuprindă: Monumentul Eroilor Neamului, Muzeul Militar, cimitirul propriu-zis și clădirile administrative. În toamna anului 1944 lucrările au fost sistate iar șantierul lăsat în părăsire.
Proiectul din anii 1942-1943, supervizat chiar de mareșalul Ion Antonescu, fusese propus de profesorul Alexandru Tzigara-Samurcaș (care a proiectat și clădirea pentru Muzeul Țăranului Român) și viza reconstruirea monumentului triumfal „Tropaeum Traiani" de la Adamclisi.
Actualul mausoleu din Parcul Carol, cu o înălțime de 48 metri, a fost realizat în anii 1959-1963, după planurile arhitecților Horia Maicu și Nicolae Cucu, și a fost inaugurat la data de 30 decembrie 1963, pe amplasamentul, infrastructura și, în bună parte, după planurile Memorialului început în timpul celui de-Al Doilea Război Mondial. Pentru realizarea acestuia, Mormântul Ostașului Necunoscut a fost demontat în noaptea de 22 spre 23 decembrie 1958 și a fost strămutat la Mausoleul de la Mărășești. Mormântul Ostașului Necunoscut este în prezent clasat ca monument istoric de importanța A, Cod LMI: B-IV-m-A-20105.

## Rolul monumentului

### Perioada comunistă
Monumentul eroilor luptei pentru libertatea poporului și a patriei, pentru socialism, cum se numea monumentul la inaugurare, a fost construit în cinstea militanților revoluționari socialiști. Ironia sorții face ca, pentru a se putea încadra în termenul de predare foarte scurt, arhitecții s-au „inspirat” în proporție de 99% tocmai din proiectul lui Samurcaș, supervizat de Antonescu.
Monumentul, conceput ca o necropolă, este format dintr-o bază cu un volum construit masiv, de forma stelată, placată cu granit negru pe care sunt amplasate cinci arcade zvelte placate cu granit roșu. Baza conține în interior o incintă circulară (rotondă), căptușită cu plăci din granit roșu, a cărei boltă (cupolă) interioară este ornată cu un mozaic, acoperit cu foiță de aur, adus din Italia. Pentru placările exterioare, granitul roșu și negru a fost importat din Suedia.
Rotonda cuprindea criptele a trei reprezentați de seamă ai comunismului din România: dr. Petru Groza, Gheorghe Gheorghiu-Dej, dr. C. I. Parhon. 

Tunul ce străjuieşte Mormântul Eroului Necunoscut - amplasat în faţa Mausoleului din Parcul Carol I - Bucureşti. În plan îndepărtat se vede hemiciclul care străjuia mormintele

În semicercul din jurul monumentului se aflau cripte cu rămășițele pământești ale mai multor militanți pentru cauza muncitorilor, pentru socialism, printre care menționăm, de la stânga la dreapta, pornind de la intrarea în monument, pe următorii: Ștefan Gheorghiu, Ion C. Frimu, Mihail G. Bujor, Leontin Sălăjan, Dumitru Petrescu, Alexandru Moghioroș, Gheorghe Cristescu, Gheorghe Stoica, Petre Constantinescu-Iași, Ștefan Voitec, Gheorghe Petrescu, Teohari Georgescu, Chivu Stoica, Gheorghe Vasilichi, Ion Pas, Constantin Doncea, Petre Borilă, Athanasie Joja, Lucrețiu Pătrășcanu, Ioan Gheorghe Olteanu, Grigore Preoteasa, Lothar Rădăceanu, Iosif Rangheț, Alex. (Alecu) Constantinescu, Gheorghe Petre, Ilie Pintilie, Bela Breiner, Leonte Filipescu, Constantin Dobrogeanu-Gherea ș.a. 
În partea dreaptă a monumentului se află un hemiciclu unde erau găzduite urnele funerare ale altor militanți comuniști ca Vasile Luca, Ștefan Foriș, Iosif Chișinevschi, Mihail Roller, Remus Koffler, Gheorghe Vasilescu-Vasia, Constantin David, Ada Marinescu, Panait Mușoiu, Barbu Lăzăreanu, Simion Stoilov, Mihail Macavei, Ana Pauker ș.a.
La înființare, pe terasa superioară a monumentului, într-o amforă de granit, ardea în permanență o flacără, care simboliza amintirea păstrată celor care au slujit cauza clasei muncitoare.

### Perioada de tranziție (1991-2006)
În anul 1991 mausoleul a fost dezafectat, iar osemintele reprezentaților comuniști au fost exhumate și mutate în alte cimitire. Urna cu cenușa Anei Pauker a fost preluată de către familie și dusă în Israel.
În baza Hotărârii Guvernului nr. 666 din 20 septembrie 1991, Eroul Necunoscut a fost exhumat și, pentru o lună, a fost depus în interiorul Mausoleului de la Mărășești, lângă sarcofagul generalului Eremia Grigorescu.
La data de 26 octombrie 1991, Mormântul Eroului Necunoscut a fost readus în Parcul Carol I, dar, pentru că în mausoleu se afla încă trupul lui Petru Groza, s-a luat măsura amplasării sale provizorii și a fost așezat la capătul dinspre intrarea în parc a aleii care duce la Mausoleu.  
Prin Hotărârea nr.811 din 6 decembrie 1991, Mausoleul a fost trecut din patrimoniul Regiei Autonome "Administrația Patrimoniului Protocolului de Stat" în administrarea Primăriei Capitalei. 
În anul 2004, Guvernul Adrian Năstase a transmis în folosință Bisericii Ortodoxe Române o suprafață de 5 hectare din Parcul Carol, pe platoul central, unde urma să se demoleze Mausoleul și să fie ridicată Catedrala Mântuirii Neamului Românesc. Traian Băsescu, în calitate de primar al Capitalei, s-a opus, s-a judecat și a câștigat procesele cu autoritățile (Primăria sectorului 4 și Consiliul general) care au emis autorizații pentru construirea Catedralei,  astfel că Mausoleul a fost salvat. În primăvara anului 2004, chiar începuseră lucrările de demolare și câteva zeci de plăci de granit fuseseră dezlipite de pe mausoleu, existând intenția ca monumentul să fie mutat în Parcul Tineretului. 
Printr-o scrisoare deschisă din 15 aprilie 2004, adresată domnului Adrian Năstase, prim-ministru al României, inclusiv Uniunea Arhitecților din România protestase împotriva ordinului ministrului Culturii și Cultelor, Răzvan-Emil Theodorescu, privind declasarea unei părți importante a Parcului Carol, incluzând și fostul Monument al Eroilor Luptei pentru Libertatea Poporului și a Patriei, pentru Socialism, și împotriva deciziei administrative de deschidere a șantierului pentru desființarea (demolarea) imobilului respectiv. 
Până la emiterea acestui ordin, Parcul Carol I era înscris în întregime în Lista monumentelor istorice 2004 - Municipiul București la nr. crt. 1303, cod LMI: B-II-a-A-19016. 
Printr-un comunicat de presă, emis de Biroul de presă și comunicații al Patriarhiei Române, se recunoaște că "Este un mausoleu cu o arhitectura modernă de calitate, amintind silueta tradiționalelor turle-clopotniță. Este o clădire utilitară bine executată inginerește, cu materiale și utilaje scumpe de import, reprezentând o valoare economică importantă. Toate țările au un panteon al eroilor naționali, de ce n-ar avea și România un asemenea loc unde să fie cinstite personalitățile ei trecute și viitoare?!".
În anul 2005 din bugetul de stat au fost acordate 1,97 miliarde ROL pentru reabilitarea monumentului, chiar dacă acesta a fost declasat din lista monumentelor istorice, în 2004.
Tot în anul 2005, mai multe foi de tablă de cupru care acopereau clădirea de bază a mausoleului au fost furate. În același an, mausoleul a fost reînscris în Lista monumentelor istorice, prin Ordinul ministrului Culturii de atunci, Kelemen Hunor.

Panoramă cu Mausoleul din Parcul Carol și hemiciclul din spatele său

### Memorialul Eroilor Neamului
Denumirea de Memorialul Eroilor Neamului a fost decisă prin Hotărârea de Guvern nr.654/24.05.2006, în contextul aniversării " Centenarului Parcului Carol I". Acțiunea prevedea 3 elemente distincte: 
1. Reamplasarea Mormântului Ostașului Necunoscut pe locul inițial, din 1923;
2. Ambientarea monumentului construit în deceniul 7 al secolului XX (fost mausoleu);
3. Amenajarea expozițională a hemiciclului.

La 25 noiembrie 2006 a avut loc ceremonia strămutării Mormântului Ostașului Necunoscut la locul originar, din 1923, pe esplanada din fața actualului Memorial al Eroilor Neamului. 
Pentru ambientarea interiorului monumentului, prin tema de concurs s-a prevăzut ca în cele 14 nișe să se amplaseze videoproiectoare independente, care să susțină vizual și auditiv momentele de istorie cărora le sunt dedicate aceste spații. Pe peretele fundal al fiecărei nișe s-a prevăzut să se instaleze panouri albe 1m x 1.40m, pe care să fie proiectate hărți, hărți dinamice, fotografii, filme, puneri în scenă, discursuri și explicări de strategie, care să ilustreze trei momente importante ale istoriei naționale: Războiul de Independență 1877-1878, Primul Război Mondial 1914-1919 și Al Doilea Război Mondial 1941-1945.
În mijlocul sălii memorialului, după reamenajarea făcută de Oficiul Național pentru Cultul Eroilor, pe locul unde inițial era depus sicriul fostului lider comunist Gheorghe Gheorghiu-Dej a fost instalat grupul statuar “Pe aici nu se trece”, înfățișându-i pe Regele Ferdinand I al României și zeița Nike, zeița victoriei din mitologia greacă, operă realizată în anul 1924 de sculptorul Ioan Iordănescu.